# الآرياير هاسيغاوا
الآرياير هاسيغاوا (باليابانية: 長谷川 アーリアジャスール) (مواليد 29 أكتوبر 1988)، هو لاعب كرة قدم ياباني سابق كان يلعب كلاعب وسط.

## وصلات خارجية
- الآرياير هاسيغاوا على موقع رابطة كرة القدم اليابانية للمحترفين (اليابانية)
- الآرياير هاسيغاوا على موقع إي إس بي إن إف سي (الإنجليزية)
- الآرياير هاسيغاوا على موقع قاعدة بيانات كرة القدم.إي يو (الإنجليزية)
- الآرياير هاسيغاوا على موقع Soccerway.com (الإنجليزية)
- الآرياير هاسيغاوا على موقع عالم كرة القدم.نت (الإنجليزية)
- الآرياير هاسيغاوا على موقع AS.com (الإسبانية)